# Valme
Die Valme ist ein 19,7 km langer, linker Nebenfluss der Ruhr im nordrhein-westfälischen Hochsauerlandkreis.

## Name
Das Gewässer wurde erstmals im Jahr 1315 urkundlich erwähnt. Die Herkunft des Namens ist unklar, ist jedoch wahrscheinlich germanischen Ursprungs.

## Geographie

### Verlauf

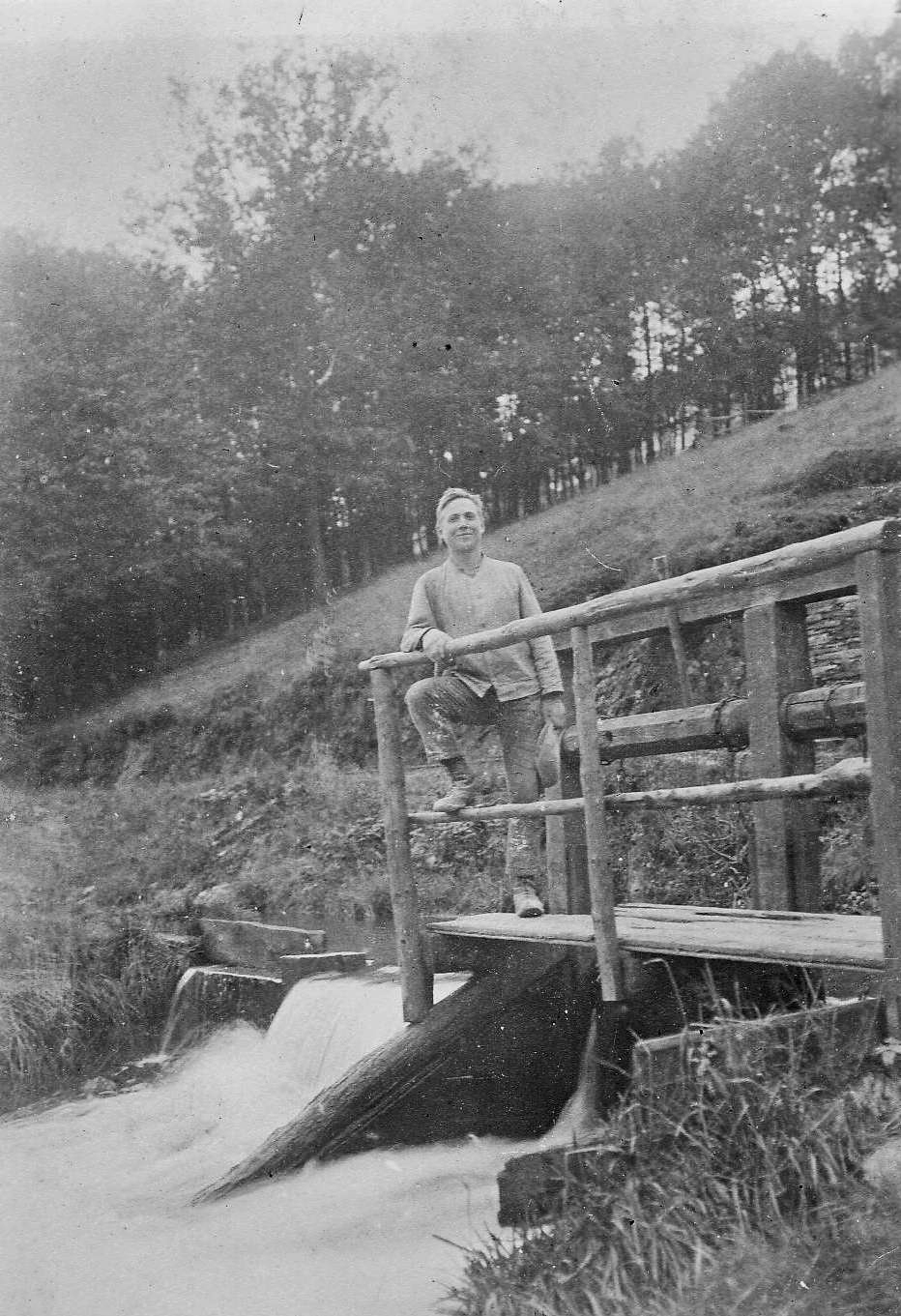
Wehr an der Valme zur Wiesenbewässerung, 1925

Die Valme entspringt oberhalb der Nassen Wiese an der Nordflanke der Hunau auf einer 775 m ü. NHN. Von hier fließt sie vorrangig nach Norden, passiert dabei die Ortschaften Obervalme, Werdern, Ramsbeck und Heringhausen, bevor sie in Bestwig auf 291 m ü. NHN linksseitig in die Ruhr mündet.
Auf ihrem 19,7 km langen Weg erfährt die Valme einen Höhenunterschied von 484 m, was einem mittleren Sohlgefälle von 24,6 ‰ entspricht. Sie entwässert ein 62,722 km² großes oberirdisches Einzugsgebiet über Ruhr und Rhein zur Nordsee.
Die Valme fließt im Oberlauf im Geschützten Landschaftsbestandteil Obere Valme, welcher umgeben ist vom Landschaftsschutzgebiet Valmetal nördlich und südlich Lanfert. Der Unterlauf liegt teilweise im Landschaftsschutzgebiet Talsystem der Valme.

### Nebenflüsse
Der Valme fließen von den Hängen der umliegenden Berge zahlreiche, zum Teil sehr kurze Bäche zu. Wichtigster Nebenfluss ist die Brabecke mit einer Länge von 13,6 km. Mit ihrem 32,439 km² großen Einzugsgebiet hat die Brabecke mehr als 50 % Anteil an dem der Valme. Im Folgenden werden die Nebenflüsse der Valme genannt.
| Name             | Lage   | Länge [km] | Einzugsgebiet [km²] | Mündungshöhe [m ü. NHN] | DGKZ     |
| ---------------- | ------ | ---------- | ------------------- | ----------------------- | -------- |
| Rauher Bruch     | rechts | 1,4        |                     | 670                     | 27612112 |
| Hagmecker Siepen | rechts | 1,1        |                     | 452                     | 27612114 |
| Steinbecke       | rechts | 1,3        | 0,626               | 445                     | 2761212  |
| N.N.             | rechts | 1,4        |                     | 415                     | 27612192 |
| Reitmecke        | rechts | 1,6        |                     | 398                     | 27612194 |
| Eismecke         | rechts | 0,8        |                     | 392                     | 27612196 |
| Brabecke         | links  | 13,6       | 32,439              | 379                     | 276122   |
| Hannebecke       | rechts | 2,2        | 2,473               | 364                     | 276124   |
| Diesemecke       | links  | 1,5        |                     | 315                     | 2761252  |
| Bilmecke         | rechts | 3,9        | 3,673               | 311                     | 276126   |

## Renaturierung
2019 bis 2020 wurde auf 6,1 Kilometer länge, in der Ortschaft Ramsbeck, die Valme renaturiert. Grund war die Richtlinie 2000/60/EG (Wasserrahmenrichtlinie), die vorschreibt die Flüsse in Europa in einen guten ökologischen Zustand zu versetzen. Die Maßnahmen kosteten rund eine Million Euro. Davon bezahlte 90 Prozent das Land NRW und den Rest die Gemeinde Bestwig. Bestwig bekam seine Investition zudem in Form von Ökopunkten gutgeschrieben, welche dann anstatt kostenpflichtiger Ausgleichsmaßnahmen bei anderen aumaßnahmen genutzt werden können. In der Valme wurden 24 Querbauwerke entfernt und am Ufer Betonelemente. Am Dorfplatz schaffte man einen Zugang für menschen direkt an den Fluss.